# Estriol
Estriol (E3), auch Östriol, ist ein quantitativ wichtiges Stoffwechselprodukt von Estradiol und Estron. Es besitzt eine schwache estrogene Wirkung, etwa 1/10 der von Estradiol. In der Plazenta wird es direkt oder aus vom Feten synthetisierten Vorstufen gebildet. Estriol entsteht auch im Fettgewebe durch Aromatisierung des A-Ringes von Androstendion.

## Handelsnamen
Monopräparate
OeKolp (D), Oestro-Gynaedron (D, CH), Ortho-Gynest (D, A, CH), Ovestin (D, A, CH), Xapro (D), Generika (D)
Kombinationspräparate
CycloÖstrogynal (D), Gynoflor (D, A, CH)